# Puskás Ferenc (egyháztörténész)
Puskás Ferenc Hugolin (Gyergyóremete, 1908. január 15. – Dés, 1993. december 27.) erdélyi magyar egyházi író.

## Életútja
Középiskolai tanulmányait Gyergyószentmiklóson (1923) és a csíksomlyói Ferences Szemináriumban (1927) végezte, teológiai tanulmányait a vajdahunyadi ferences teológián fejezte be (1931). Hitszónok Kolozsvárt, hitoktató Vajdahunyadon (1931-40), lelkigyakorlat-vezető Székelyudvarhelyen (1940-42), a kolozsvári rendtartomány titkára, folyóiratszerkesztő (1942-43), Székelyudvarhelyen a Szerafikum prefektusa (1943), Szatmárnémetiben házfőnök (1944-48), Kaplonyban plébános (1948-51). 1951-57 között kényszerlakhelyen él Máriaradnán, majd Désen, utána a szatmári, végül a dési zárda lakója.
Írásait A Hírnök s a Katolikus Naptár közölte.
Szerzetesi neve: Puskás Hugolin".
Írói álneve: Remetei Ferenc.

## Főbb művei
- Igazhitűek (dráma, Kolozsvár 1936. Remetei Ferenc álnéven)
- Szent Antal élete (népies füzet, Kolozsvár  1938 – a Katholikus Világ Könyvei 21. sz.)
- Ilyen az élet (novellák, rajzok, Kolozsvár  1940)
- Imádási órák (elmélkedések, Kolozsvár  1943)

További kéziratai, köztük Borvízfürdő című regénye, a Szent Bonaventura Nyomdában maradtak, megjelenésüket 1944 után már nem engedélyezték.